# Ukrainian News Channel
Ukrainian News Channel (скорочено UNC) — закритий український інформаційно-економічний телеканал.

## Історія
У травні 2021 року харківський бізнесмен Андрій Карпій продав свій супутниковий канал «Вінтаж ТВ». На його базі нові власники планували запустить економічний канал «Ukrainian News Channel». Втім, сам формат каналу перший час не змінювався, у сітці мовлення тимчасово залишалися розважальні програми та фільмопоказ.
29 липня 2021 року телеканал переоформив ліцензію з «Вінтаж ТВ» на логотип «UNC», а 5 серпня змінилась назва юридичної особи-власника з ТОВ «Телерадіокомпанія „Вінтаж ТВ“» на ТОВ «Телерадіокомпанія „ЮНС“».
20 серпня 2021 року телеканал «Вінтаж ТВ» припинив своє мовлення на супутнику. Замість нього почав мовити телеканал «UNC».
Бенефіціарною власницею телеканалу стала Анна Коляда, яка у 2017 році очолювала ТОВ «Медіапоінт» (канал Business). Новим керівником став Максим Вакуленко, він увійшов до складу оновленої редакційної ради.

Назва каналу UNC розшифровується Ukrainian News Channel. Нові власники та керівники планували запуск економічного каналу. Мовник планував подавати матеріали як новинний канал (студія з ведучим) і розвивати підприємницьку діяльність в Україні. Директор каналу пояснив це так: 
«Ми плануємо створити канал економічного напрямку, без політики. Новини та власні проєкти розроблятимемо власним коштом. У нас є запит від населення на економічні новини»
1 травня 2022 року телеканал призупинив своє мовлення.
21 вересня 2022 року телеканал відновив мовлення. Телеканал ретранслював марафон «Єдині новини».
2 лютого 2023 року телеканал припинив своє мовлення.